# Poker en 2009
Cet article résume les événements liés au monde du poker en 2009.

## Tournois majeurs

### World Series of Poker 2009
Joe Cada remporte le Main Event.
Jeffrey Lisandro remporte trois bracelets.

### World Series of Poker Europe 2009
Barry Shulman remporte le Main Event.

### World Poker Tour Saison 7
| Étape                       | Vainqueur            |
| --------------------------- | -------------------- |
| Southern Poker Championship | Allen Carter         |
| L.A. Poker Classic          | Cornel Andrew Cimpan |
| Bay 101 Shooting Star       | Steve Brecher        |
| Foxwoods Poker Classic      | Vadim Trincher       |
| WPT Championship            | Yevgeniy Timoshenko  |

### World Poker Tour Saison 8
| Étape                            | Vainqueur            |
| -------------------------------- | -------------------- |
| Venise                           | Ragnar Astrom        |
| Spanish Championship             | Mark Flowers         |
| Bellagio Cup                     | Alexandre Gomes      |
| Legends of Poker                 | Prahlad Friedman     |
| Slovaquie                        | Richard Toth         |
| Merit Cyprus Classic             | Thomas Bichon        |
| Borgata Poker Open               | Olivier Busquet      |
| Marrakech                        | Christophe Savary    |
| Festa Al Lago                    | Tommy Vedes          |
| World Poker Finals               | Cornel Andrew Cimpan |
| Five Diamond World Poker Classic | Daniel Alaei         |

### European Poker Tour Saison 5
| Étape       | Vainqueur           |
| ----------- | ------------------- |
| PCA         | Poorya Nazari       |
| Deauville   | Moritz Kranich      |
| Copenhague  | Jens Kyllönen       |
| Dortmund    | Sandra Naujoks      |
| San Remo    | Constant Rijkenberg |
| Monte-Carlo | Pieter De Korver    |

### European Poker Tour Saison 6
| Étape     | Vainqueur           |
| --------- | ------------------- |
| Kiev      | Maxim Lykov         |
| Barcelone | Carter Phillips     |
| Londres   | Aaron Gustavson     |
| Varsovie  | Christophe Benzimra |
| Vilamoura | Antonio Matias      |
| Prague    | Jan Skampa          |

### Asia Pacific Poker Tour Saison 3
| Étape    | Vainqueur    |
| -------- | ------------ |
| Macao    | Dermot Blain |
| Auckland | Simon Watt   |
| Cebu     | Dong-bin Han |
| Sydney   | Aaron Benton |

### Latin American Poker Tour Saison 2
| Étape          | Vainqueur       |
| -------------- | --------------- |
| Viña del Mar   | Fabián Ortiz    |
| Punta del Este | Karl Hevroy     |
| Mar del Plata  | Dominik Nitsche |

### Latin American Poker Tour Saison 3
| Étape         | Vainqueur     |
| ------------- | ------------- |
| Playa Conchal | Amer Sulaiman |

### UK and Ireland Poker Tour Saison 1
| Étape  | Vainqueur         |
| ------ | ----------------- |
| Galway | Padraig Parkinson |

### Italian Poker Tour Saison 1
| Étape       | Vainqueur          |
| ----------- | ------------------ |
| San Remo    | Stefano Puccilli   |
| Venise      | Matt Perrins       |
| San Remo 2  | Ramzi Jelassi      |
| Nova Gorica | Marco Figuccia     |
| San Remo 3  | Giovanni Salvatore |
| San Remo 4  | Alessio Isaia      |

### Australia New Zealand Poker Tour Saison 1
| Étape      | Vainqueur           |
| ---------- | ------------------- |
| Adélaïde   | Karl Krautschneider |
| Sydney     | Paren Arzoomanian   |
| Melbourne  | Chris Levick        |
| Queenstown | Daniel Chevalier    |
| Gold Coast | Scott Kerr          |

### Crown Australian Poker Championships 2009
Stewart Scott remporte le Main Event et David Steicke le High Roller.

### Partouche Poker Tour 2009
Jean-Paul Pasqualini remporte le Main Event.

## Poker Hall of Fame
Mike Sexton est intronisé.